# 蘇眉山 (萬曆舉人)
蘇眉山，字志乾，晚號心一，福建莆田縣桐秀人，明朝學者。

## 生平
十四歲時有倭寇之亂，奉母入城。城破，爲賊所得，後假装脚傷逃回。因家毁于兵灾，于是遷居金陵南京。補为生員，人國子監讀書，萬曆十年（1582年）中壬午科順天府鄉試舉人，授廣東新會知縣，因事謫官，辭職歸鄉，遷居沙縣經商，數年而致千金。性好交游，与海内知名士王世貞、馮夢禎、陳文燭、歐大任、李言恭等人相交。著有《繡佛閣藏稿》八卷行世。
長子蘇元儁，字漢英，號太初，编有《呂真人夢境傳奇》戏曲本，著有《小有初稿》行世。